# Ḫatepuna
Ḫatepuna, auch Ḫatepinu, ist eine hattische Göttin.
Ihr Name enthält möglicherweise hattisch ḫan „Meer“ (Bedeutung nicht gesichert), und pinu „Kind“ und könnte dann als  *ḫan=te=fin „des Meeres seine Tochter“ gedeutet werden. Ein weiterer Name für sie ist Ḫalipinu. Ḫatepuna ist die Tochter des Meeresgottes und wird im Zuge der Rettung der Sonne (Ištanu) aus den Händen des Meeresgottes die Gefährtin des Gottes Telipinu. Telipinus Vater, der Wettergott Tarḫunna, und der Meeresgott einigen sich daraufhin unter Vermittlung der Göttin Ḫannaḫanna auf einen Brautpreis. Ḫatepunas Kultort lag in Maliluḫa.